# Ringcitronbi
Ringcitronbi (Hylaeus annulatus) är ett bi som är medlem av familjen korttungebin och släktet citronbin.

## Beskrivning
Ringcitronbiet är ett mycket litet bi, honan blir 6,5 till 7,5 mm lång, hanen 6 till 7 mm. Huvudet är smalt nedtill och vidgas upptill. Ansiktet har vitaktiga markeringar: Hos honan är det endast sidorna som har långa och smala fläckar; hanen har däremot både clypeus (munskölden) och pannan vitaktiga, delvis vitaktiga antennskaft, och betydligt större och bredare sidofläckar än honan. Honan har vitaktiga markeringar på bakskenbenen, medan hos hanen alla benen har vitaktiga fläckar. I övrigt är biet svart och nästan hårlöst.

## Utbredning
Arten finns både i Europa norra Asien och Nordamerika. I Europa finns den från Spanien och Frankrike i väster till Ukraina och Ryssland i öster, samt vidare österut till Kamtjatka. Norrut kan den nå till polcirkeln. I Nordamerika förekommer den från New Mexico i norra USA över Nova Scotia i Kanada till Alaska.
I Sverige finns ringcitronbiet från Skåne (med ett fåtal observationer) och Småland norrut till hela Norrland med undantag för Bohuslän, Blekinge och Öland. Tonvikten ligger dock på Svealand och Norrland; i de södra delarna är arten mycket sällsynt, medan den är den vanligaste arten i sitt släkte i Norrland. Arten är klassificerad som livskraftig ("LC") i Sverige.
I Finland finns arten i hela landet, från Åland och sydkusten till norra Lappland, även om förekomsten är något glesare i norr. Även här är arten klassificerad som livskraftig.

## Ekologi
Habitatet utgörs framför allt av skogar, gärna hyggen med kvarvarande stubbar där arten kan utnyttja övergivna skalbaggsgångar till sina larvbon. I Centraleuropa och Pyreneerna lever den gärna i bergen, i centrala Europa på höjder mellan 800 och 2 000 m.
Arten besöker blommande växter från ett stort antal släkten som lönnar, plymspireor, krysantemumsläktet, porslinsstjärnesläktet, hortensior, maskrosor, hallonsläktet, aplar, rosor och sumaksläktet.